# De avonturen van Liang Wang Tsjang Tsjeng
De avonturen van Liang Wang Tsjang Tsjeng was een Nederlands kinderprogramma dat in 1957 reeds werd uitgezonden. Het programma heeft geduurd tot en met 19 april 1961 en werd verzorgd door de KRO. De serie was een spin-off van Hokus Pokus, dat kan ik ook.
De serie gaat over de Chinese bediende Liang Wang Tsjang Tsjeng van Adrie van Oorschot uit de kinderserie Hokus Pokus, dat kan ik ook, die gaat werken voor een Bureau voor Goede Diensten. De hoofdrol werd vertolkt door Gerard Heystee, andere rollen waren er voor Lex Goudsmit, Joop Doderer, Rudi West en Mieke van Oorschot. De serie werd geregisseerd door Adrie van Oorschot.